# Лоза (станция)
Лоза — пассажирская железнодорожная станция Ижевского отделения Горьковской железной дороги в селе Лоза Игринского района Удмуртии. Открыта в 1945 году.
Станция осуществляет продажу пассажирских билетов, приём и выдачу багажа, а также приём и выдачу повагонных и мелких отправок на подъездных путях.